# Lámpagyújtogató

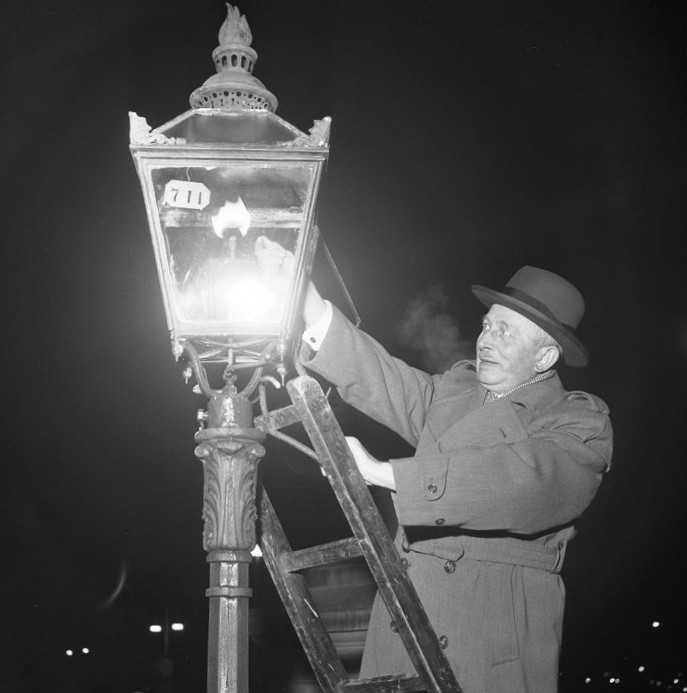

A lámpagyújtogató olyan városi alkalmazott volt, aki sötétedéskor meggyújtotta, reggel pedig eloltotta az utcai lámpákat, továbbá karbantartotta azokat. Egyes helyeken a városi őr szerepét is betöltötte. A foglalkozás a 17. században, az utcai világítás bevezetésével jelent meg, és a 20. században, a villanyvilágítás elterjedésekor vált feleslegessé.

## A foglalkozás története
A közvilágítás ötlete a 16. századból származik; ekkor néhány városban olyan rendeletet hoztak, hogy a fontosabb utcákra néző, földszinti ablakokkal rendelkező házak ablakába a lakók égő mécsest vagy lámpát kell helyezzenek, legalább a kora esti órákban.
Az utcai lámpák a 17. századtól kezdve jelentek meg, kezdetben faggyúgyertyákat, majd olajmécseket tartalmazva, az épületekhez erősítve vagy az utca fölött kötélen lógva, később pedig oszlopokra szerelve. Ezeket egyesével gyújtották meg a lámpagyújtogatók, akik minden alkalommal felmásztak a magukkal hordott létrára, hogy tűzgyújtó eszközzel meggyújtsák a kanócot. A gázvilágítás 19. századi bevezetésével a lámpagyújtogatók fő eszköze egy hosszú bot lett, amellyel kinyitották vagy elzárták a gázcsapot, és meggyújtották a lángot. Létrákat azonban továbbra is használtak, hogy megvizsgálják vagy megjavítsák a rossz lámpákat.
A munka viszonylag könnyű és biztonságos volt, és sokan amolyan szinekúrának tartották, a valóságban azonban a lámpagyújtogatók fontos szerepet töltöttek be a városok életében, biztonságosabbá téve az éjszakákat. Többnyire nagyon megbízható embereknek számítottak, és több városban városi őrökként is tevékenykedtek. A lámpagyújtogatók köztiszteletben álló személyek voltak, a foglalkozás pedig egyes helyeken (például Londonban) apáról fiúra szállt.
A 19. század végén kifejlesztették az automatikusan felgyulladó gázlámpákat (gyújtóláng és időzítő mechanizmus segítségével), így a lámpagyújtogatók munkája a lámpák ellenőrzésére és javítására korlátozódott. Az elektromos világítás 20. századi elterjedésével a munkakör fölösleges lett. A 21. század elején néhány városban turisztikai látványosságként működnek lámpagyújtogatók.

### Magyarországon
Budán 1777-ben, Pesten 1790-ben kezdték kiépíteni a közvilágítást, az utcai olajlámpásokat pedig alkonyatkor gyújtották meg, majd éjfélkor eloltották őket (kivéve a rendőrőrsök előtti lámpákat, amelyek reggelig égtek). 1800 körül Pesten 707 lámpa és 12 lámpagyújtogató volt. 1856-ban jelentek meg az első utcai gázlámpák; 1873-ban Pesten 1669, Budán 501 ilyen lámpa volt. Az elektromos közvilágítás 1909-ben jelent meg, azonban csak lassan terjedt el, és Budapesten még 1959-ben is alkalmaztak lámpagyújtogatókat.

## A kultúrában
Az irodalomban a lámpagyújtogató a sötétség elűzésének, a sötétség elleni védekezésnek a lehetséges metaforája.
Megjelenik A kis herceg regényben, mint irányítható, egyéniség nélkül cselekvő ember, azokban a Kis herceg megjegyzi, hogy a munkája egyszerre szép és hasznos (hasznosság alatt azt értve, hogy a többi karakterrel ellentétben nem csak magára gondol, hanem másokért dolgozik).